# تای ملو
تای ملو (انگلیسی: Tay Melo؛ زادهٔ ۹ ژوئن ۱۹۹۵) کشتی‌گیر کشتی حرفه‌ای، و جودوکار اهل برزیل است.